# Triaeris lepus
Triaeris lepus là một loài nhện trong họ Oonopidae.
Loài này thuộc chi Triaeris. Triaeris lepus được miêu tả năm 1965 bởi Suman.